# Liste der Bodendenkmäler in Lohkirchen
Auf dieser Seite sind die Bodendenkmäler in der oberbayerischen Gemeinde Lohkirchen zusammengestellt. Diese Tabelle ist eine Teilliste der Liste der Bodendenkmäler in Bayern. Grundlage ist die Bayerische Denkmalliste, die auf Basis des Bayerischen Denkmalschutzgesetzes vom 1. Oktober 1973 erstmals erstellt wurde und seither durch das Bayerische Landesamt für Denkmalpflege geführt wird. Die folgenden Angaben ersetzen nicht die rechtsverbindliche Auskunft der Denkmalschutzbehörde.

## Bodendenkmäler der Gemeinde Lohkirchen

### Bodendenkmäler in der Gemarkung Lohkirchen
| Lage                  | Objekt | Akten-Nr.     | Bild |
| --------------------- | --- | ------------- | ---- |
| Lohkirchen (Standort) | Untertägige spätmittelalterliche und frühneuzeitliche Befunde im Bereich der Katholischen Pfarrkirche Mariae Himmelfahrt in Lohkirchen. Siehe auch: Mariä Himmelfahrt (Lohkirchen)             | D-1-7640-0027 |      |
| Lohkirchen (Standort) | Untertägige mittelalterliche und frühneuzeitliche Befunde im Bereich der Katholischen Filialkirche St. Nikolaus in Eberharting und ihres Vorgängerbaus. Siehe auch: St. Nikolaus (Eberharting) | D-1-7740-0273 |      |